# Taiki Morii
Taiki Morii est un skieur handisport japonais, né le 9 juillet 1980.

## Palmarès

### Jeux paralympiques
| Épreuve / Édition | Salt Lake City 2002 | Turin 2006 | Vancouver 2010 | Sotchi 2014 | Pyeongchang 2018 | Pékin 2022 |
| ----------------- | ------------------- | ---------- | -------------- | ----------- | ---------------- | ---------- |
| Descente          | -                   | 9e         | Argent         | DNF         | Argent           | Bronze     |
| Super-G           | -                   | 6e         | Bronze         | Argent      | 8e               | Bronze     |
| Slalom géant      | 8e                  | Argent     | 7e             | 7e          | —                |            |
| Slalom            | 6e                  | 7e         | 4e             | 4e          | —                |            |
| Super combiné     | —                   | —          | 4e             | DNF         | —                |            |